# Campeonato Dinamarquês de Futebol de 2010-11
O Campeonato Dinamarquês de Futebol 2010-11 é a 21ª temporada da maior competição de futebol da Dinamarca. Começou em 17 de Julho de 2010, com o jogo entre o vice-campeão da temporada anterior Odense e o Esbjerg e terminará em 29 de maio de 2011, com seis partidas simultâneas. FC Copenhague é o atual campeão, tendo ganho seu 8º título na última temporada.
12 times farão parte deste campeonato, jogando três vezes um contra o outro, resultando em um total de 33 jogos.
Pela primeira vez de a edição de 1999-2000, os dois primeiros entrarão na zona de qualificação para a Liga dos Campeões.

## Times
| Time         | Cidade     | Estádio                      | Posição na temporada passada |
| ------------ | ---------- | ---------------------------- | ---------------------------- |
| AaB          | Ålborg     | Energi Nord Arena            | 5º                           |
| AC Horsens   | Horsens    | CASA Arena Horsens           | 1º na segunda divisão        |
| Brøndby      | Brøndby    | Brøndby Stadion              | 3º                           |
| Copenhague   | Copenhague | Parken Sport & Entertainment | 1º                           |
| Esbjerg      | Esbjerg    | Blue Water Arena             | 4º                           |
| Midtjylland  | Herning    | MCH Arena                    | 6º                           |
| Nordsjælland | Farum      | Farum Park                   | 7º                           |
| Lyngby       | Lyngby     | Lyngby Stadion               | 2º na segunda divisão        |
| OB           | Odense     | TRE-FOR Park                 | 2º                           |
| Randers      | Randers    | Essex Park Randers           | 10º                          |
| Silkeborg    | Silkeborg  | Silkeborg Stadion            | 8º                           |
| SønderjyskE  | Haderslev  | Haderslev Fodboldstadion     | 9º                           |

## Classificação
Última atualização: 5 de dezembro de 2010.

## Resultados

### Jogos da 1ª a 11ª rodada
| Vitória do mandante. Vitória do visitante. Empate. |

|                 | AaB | ACH | BIF | EfB | FCK | FCM | FCN | LBK | OB  | RFC | SIF | SE  |
| --------------- | --- | --- | --- | --- | --- | --- | --- | --- | --- | --- | --- | --- |
| AaB             | -   | 2-3 | 0-2 | 0-2 | -   | -   | -   | -   | 1-2 | -   | 0-0 | 0-2 |
| AC Horsens      | -   | -   | -   | 0-3 | 1-2 | 0-2 | -   | -   | 1-0 | 0-0 | -   | -   |
| Brøndby IF      | -   | 0-1 | -   | 1-1 | -   | 1-0 | -   | -   | 2-2 | -   | 0-2 | 3-1 |
| Esbjerg fB      | -   | -   | -   | -   | 1-2 | 0-3 | 1-1 | 2-3 | -   | 2-2 | 2-1 | -   |
| FC Copenhague   | 1-1 | -   | 2-0 | -   | -   | -   | 2-0 | 3-0 | -   | 1-0 | 2-2 | -   |
| FC Midtjylland  | 2-1 | -   | -   | -   | 0-3 | -   | 4-0 | 1-2 | -   | 1-1 | 2-0 | -   |
| FC Nordsjælland | 0-0 | 3-0 | 1-3 | -   | -   | -   | -   | -   | -   | -   | 4-1 | 1-2 |
| Lyngby BK       | 2-4 | 1-0 | 3-3 | -   | -   | -   | 2-0 | -   | -   | -   | -   | 1-0 |
| OB              | -   | -   | -   | 3-0 | 2-3 | 2-1 | 0-1 | 3-1 | -   | 1-1 | -   | -   |
| Randers FC      | 2-3 | -   | 3-2 | -   | -   | -   | 0-2 | 2-1 | -   | -   | -   | 0-0 |
| Silkeborg IF    | -   | 1-2 | -   | -   | -   | -   | -   | 2-2 | 3-1 | 1-1 | -   | 3-1 |
| SønderjyskE     | -   | 2-0 | -   | 3-0 | 1-3 | 0-2 | -   | -   | 1-3 | -   | -   | -   |

### Jogos da 12ª a 33ª rodada
| Vitória do mandante. Vitória do visitante. Empate. |

|                 | AaB | ACH | BIF | EfB | FCK | FCM | FCN | LBK | OB  | RFC | SIF | SE  |
| --------------- | --- | --- | --- | --- | --- | --- | --- | --- | --- | --- | --- | --- |
| AaB             | -   |     | 1-2 | 1-1 |     |     | 2-0 |     |     |     |     |     |
| AC Horsens      | 0-0 | -   | 2-1 | 1-1 |     | 0-2 |     |     |     |     |     |     |
| Brøndby IF      |     |     | -   |     |     | 2-2 |     |     | 2-0 | 2-1 |     |     |
| Esbjerg fB      |     |     | 1-2 | -   |     |     |     | 0-0 | 1-2 |     |     |     |
| FC Copenhague   |     | 4-0 |     | 3-1 | -   |     | 2-1 | 3-2 | 5-0 |     |     |     |
| FC Midtjylland  | 2-2 |     |     | 2-2 |     | -   |     |     |     |     | 2-1 |     |
| FC Nordsjælland |     | 2-1 | 1-1 |     |     |     | -   | 2-1 | 1-4 |     |     | 1-1 |
| Lyngby BK       |     | 0-2 |     |     |     |     |     | -   |     | 3-3 | 1-1 | 1-0 |
| OB              | 6-0 |     |     |     |     | 3-2 |     |     | -   | 1-0 |     | 1-2 |
| Randers FC      | 0-0 |     |     |     | 0-3 | 1-1 |     |     |     | -   | 4-0 |     |
| Silkeborg IF    |     |     | 2-2 | 1-1 | 0-3 |     | 1-0 |     |     |     | -   |     |
| SønderjyskE     | 1-0 | 0-3 |     |     | 3-3 |     |     |     |     | 1-1 | 1-2 | -   |

## Artilheiros
13 gols
- César Santin (FC Copenhague)
- Dame N'Doye (FC Copenhague)

14 gols
- Hans Henrik Andreasen (OB)
- Peter Utaka (OB)

9 gols
- Kim Aabech (Lyngby BK)
- Michael Krohn-Dehli (Brøndby IF)

7 gols
- Frank Kristensen (FC Midtjylland)
- Martin Vingaard (FC Copenhague)

6 gols
- Gilberto Macena (AC Horsens)
- Jesper Bech (Silkeborg IF)
- Tim Janssen (Esbjerg fB)

## Mudanças de técnicos
| Time      | Técnico demitido | Razão da saída | Data da demissão       | Substituído por          | Data da nomeação       | Posição na tabela |
| --------- | ---------------- | -------------- | ---------------------- | ------------------------ | ---------------------- | ----------------- |
| OB Odense | Lars Olsen       | Demitido       | 14 de setembro de 2010 | Uffe Pedersen (interino) | 14 de setembro de 2010 | 4º                |
| AaB       | Magnus Pehrsson  | Demitido       | 11 de outubro de 2010  | Henrik Clausen           | 7 de novembro de 2010  | 3º                |